# دنیل بیل
دنیل بیل (انگلیسی: Daniel Beale؛ زادهٔ ۱۲ فوریهٔ ۱۹۹۳) بازیکن هاکی روی چمن اهل استرالیا است.